# Makron
|  | Denne artikel omhandler småkagen. For accenttegnet, se macron. |
En makron er en meget sprød og luftig småkage, der i det væsentligste består af sukker, mandler og æggehvide. Billigere udgaver kan have en meget anderledes sammensætning. Kagen anvendes i visse desserter. Makronen er rund og stærkt fladtrykt, da dejen flyder noget ud.
| Mad og drikke | Spire Denne artikel om mad og drikke er en spire som bør udbygges. Du er velkommen til at hjælpe Wikipedia ved at udvide den. |